# Kannur
Kannur là một thành phố và khu đô thị của quận Kannur thuộc bang Kerala, Ấn Độ.

## Nhân khẩu
Theo điều tra dân số năm 2001 của Ấn Độ, Kannur có dân số 63.795 người. Phái nam chiếm 48% tổng số dân và phái nữ chiếm 52%. Kannur có tỷ lệ 83% biết đọc biết viết, cao hơn tỷ lệ trung bình toàn quốc là 59,5%: tỷ lệ cho phái nam là 84%, và tỷ lệ cho phái nữ là 83%. Tại Kannur, 12% dân số nhỏ hơn 6 tuổi.